# Fort Metalen Kruis

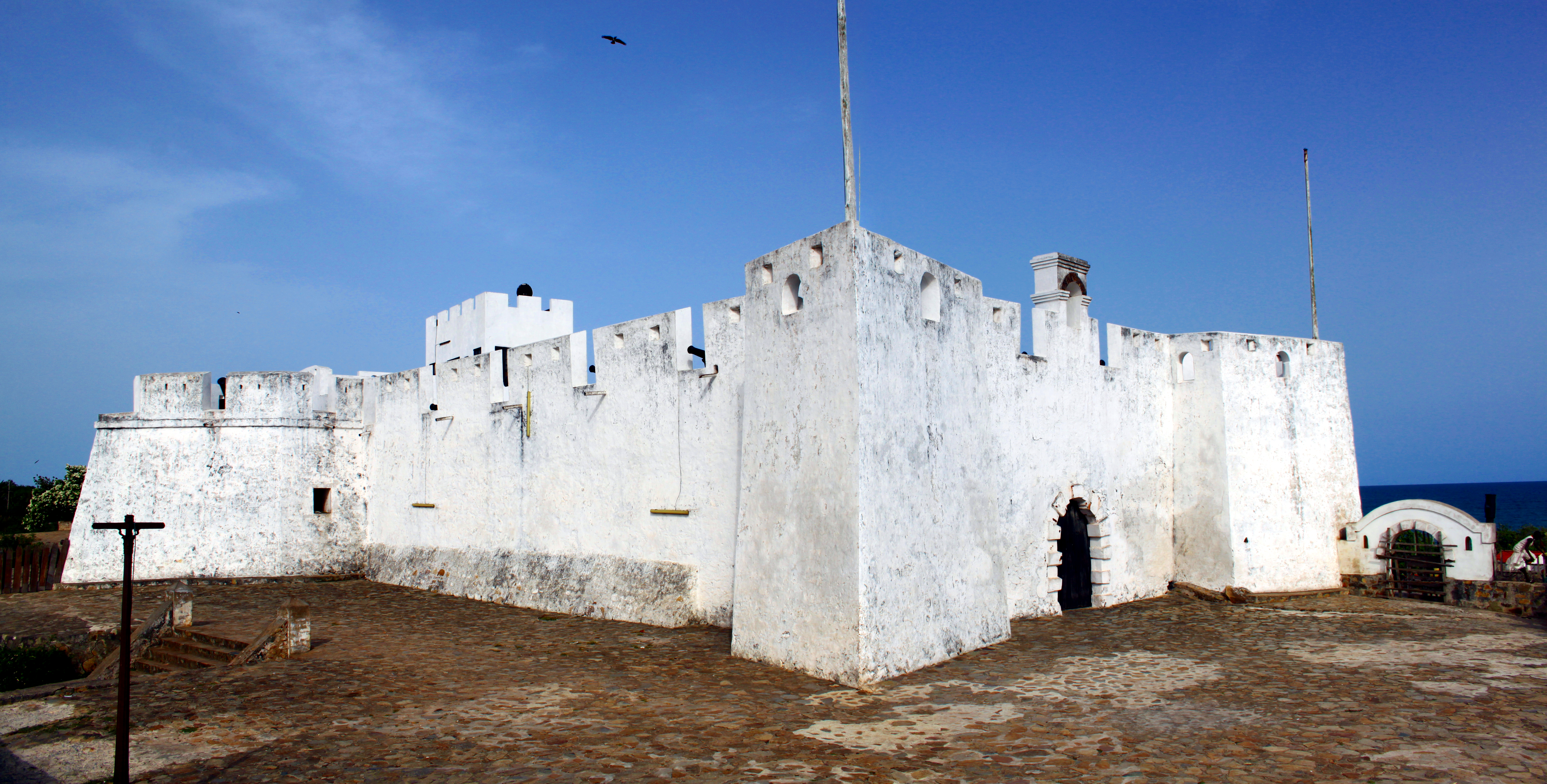
Fort Metalen Kruis

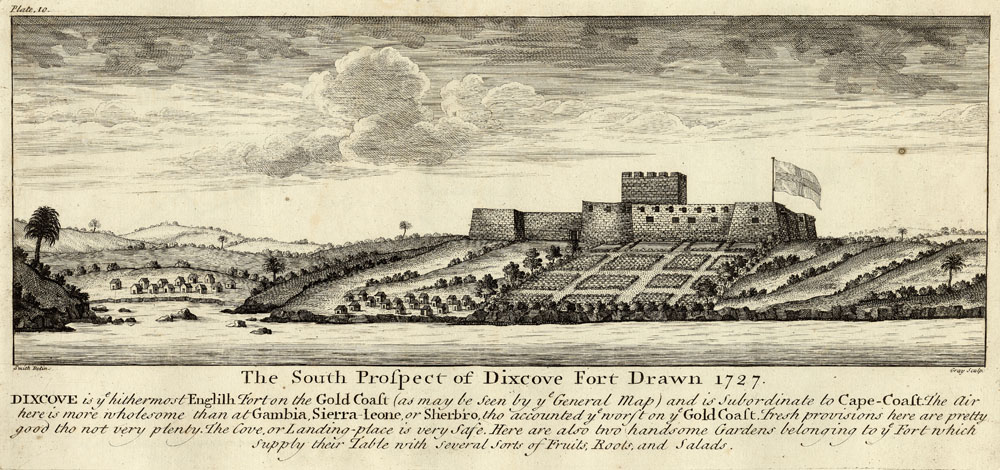
Fort Metalen Kruis in 1727

Fort Metalen Kruis was een Nederlands, Pruisisch en Brits fort gelegen aan de Goudkust in Ghana. 
Het fort is in 1683 gebouwd door de Britten als Fort Dixcove. In 1712 werd het ingenomen door de Brandenburger Jan Conny. Door het verdwijnen van de slavenhandel verloor het fort strategische betekenis. In 1868 werd het fort, als onderdeel van een gebiedsruil met de Britten, Nederlands en omgedoopt in Fort Metalen Kruis, naar de naam van het marineschip dat uitgezonden was naar de Goudkust om de ruil te effectueren.
In 1872 werd het fort met de rest van de Nederlandse bezittingen op de Goudkust verkocht aan de Britten. Zij restaureerden het fort in de jaren vijftig.